# L'Oliva d'Ardèvol
L'Oliva d'Ardèvol és una masia del municipi de Pinós (Solsonès) inclosa a l'Inventari del Patrimoni Arquitectònic de Catalunya.

## Situació
És una de les nombroses masies que envolten el nucli d'Ardèvol, al sector central ponentí del municipi. Està encastellada al cap de la carena que s'aixeca al vessant esquerre de la rasa del Vendrell, a la capçalera del barranc de Figuerola, als relleus del nord de la serra de Pinós.
Per anar-hi cal agafar el trencall a la dreta (SE)(41° 50′ 24.01″ N, 1° 28′ 41.9″ E / 41.8400028°N,1.478306°E) (senyalitzat "Oliva") que hi ha a la carretera de Torà a Ardèvol, aproximadament a 5,8 km. des de Fontanet, poc després d'haver deixat a l'esquerra la masia de cal Miqueló. Als 200 metres es deixa, a l'esquerra, la masia del Boix i als 1,2 km. (41° 50′ 16.07″ N, 1° 29′ 5.38″ E / 41.8377972°N,1.4848278°E) es pren la pista de l'esquerra que puja a la masia. Per la pista de la dreta fariem cap a la Petja o a Morrocurt.

## Descripció

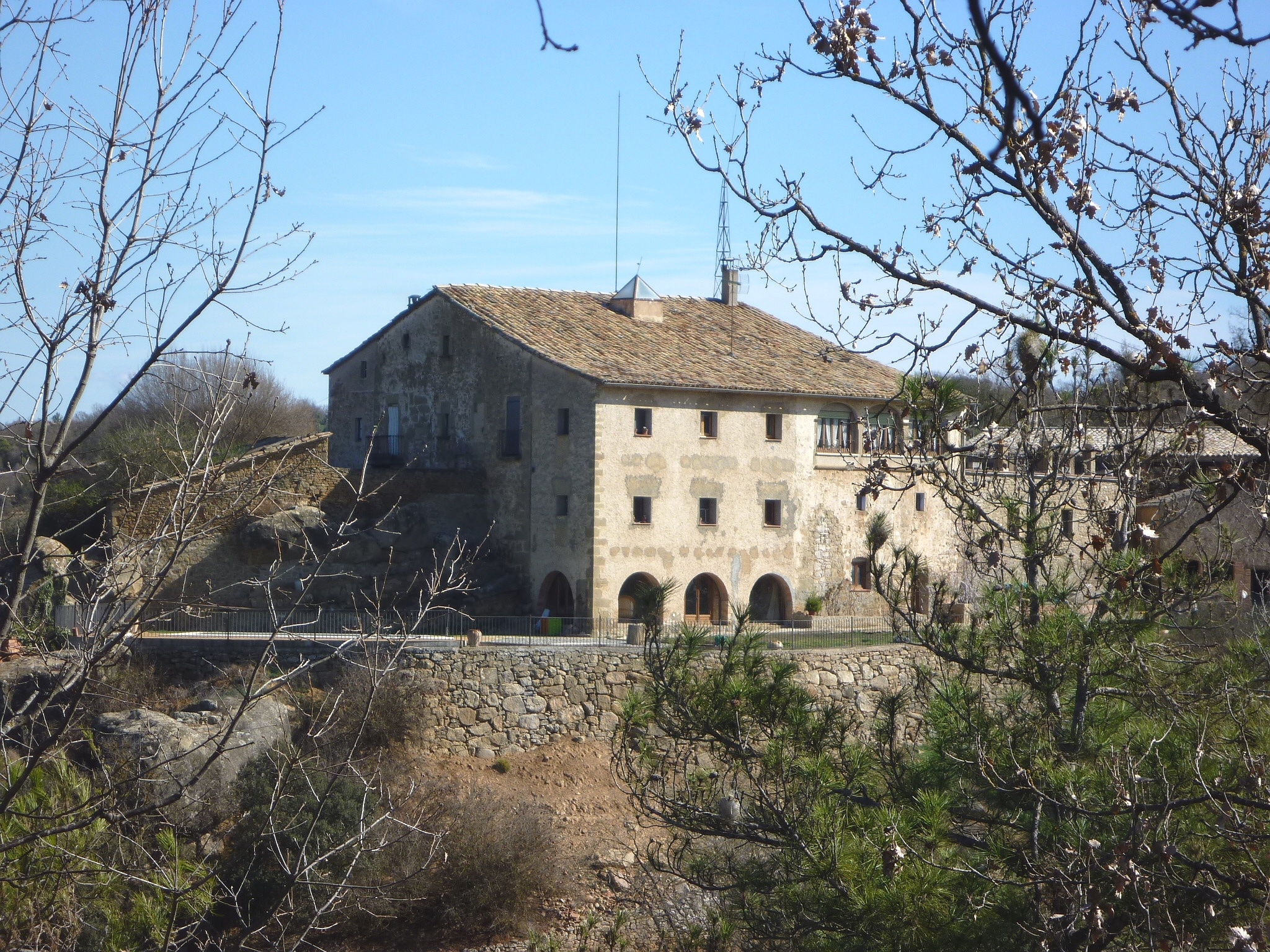
Vista des de ponent

Masia de planta basilical, coberta a doble vessant i amb el carener perpendicular a la façana principal, orientada a llevant. L'esquema inicial ha sigut modificat mínimament, car el costat de migdia hi fou afegit un cos modernament. Les obertures, amb llindes de pedra, s'escampen per tota la construcció.
Annexades a la casa hi ha totes les dependències del bestiar, maquinària i graners.

## Història
La casa de l'Oliva d'Ardèvol és possiblement obra del segle XVIII